# Tablettes
Tablettes (früher manchmal Les Tablettes; auch Rocher de Tablettes) ist der Name eines 1291 m ü. M. hohen Berggipfels im Schweizer Jura.

## Geografie
Der Berg liegt auf dem Gemeindegebiet von Rochefort im Kanton Neuenburg. Er erhebt sich westlich von der Ortschaft Rochefort und dominiert den letzten Abschnitt der Jurakette, die sich in Richtung Südwesten vom Passübergang Vue des Alpes über den Mont Racine bis zum Val de Travers erstreckt. Er bildet den höchsten Punkt des deutlich ausgeprägten Grates auf der Nordseite über der Schlucht Gorges de l’Areuse und bietet eine weite Aussicht über den Neuenburgersee.
Auf der Nordseite senkt sich der Berghang vom ausgedehnten, bewaldeten Gipfelplateau der Tablettes sanft zur weiten Geländemulde von La Sauge, durch welche die Kantonsstrasse zum Übergang Col de la Tourne führt. Die Hochebene bildet die Oberfläche des verkarsteten Kalkgebirges. Die Südseite weist im Gegensatz dazu schroffe Felswände auf und sinkt äusserst steil mehr als 700 m in die tief eingeschnittene Areuseschlucht. Durch dieses Engnis führen am Berghang die Hauptstrasse 10 und die Bahnstrecke Neuchâtel–Pontarlier. Dazwischen befindet sich auf einem Felssporn die Ruine der Burg Rochefort aus dem 12. Jahrhundert.
Über den Berg führt die Route des Berglaufs Trophée des Rochers de Tablettes.